# Lothar Hirneise
Lothar Hirneise (1961. - ) je predsjednik njemačke udruge "Ljudi protiv raka" (Menschen gegen Krebs), osnivač terapijske metode za rak "3E", direktor Centra za holističko liječenje raka "3E" u Buochu kraj Stuttgarta, te u Njemačkoj autor bestselera "Kemoterapija liječi rak i Zemlja je ravna ploča" u kojoj se kritički odnosi prema konvencionalnim terapijama liječenja raka; izdavač, predavač, popularizator.

## Životopis
Lothar Hirneise se u mladosti bavio kineskim borilačkim sportom wing-tsunom, a zatim je radio kao medicinski tehničar na psihijatrijskom odjelu bolnice u Stuttgartu. Medicinska ga je struka privukla, te je započeo usporedo uz rad i studij medicine. Prije završetka studija aplicirao je za posao pomoćnika jednog poznatog njemačkog psihoterapeuta u bolnici Sonnenberg, te ga je i dobio. Također, prije konačnog diplomiranja i promocije u doktora medicine tajvanski mu je prijatelj ponudio vođenje posla trgovine sportskom opremom u Njemačkoj i Europi, koji je on na čuđenje kolega i prihvatio. Tako je sljedećih 7 godina do 1996.g. vodio usporedo nekoliko trgovačkih projekata. Izgubivši daljnji interes za širenje sportske trgovine, prodao je svoj udjel sa željom da se više posveti obitelji.
U tom ga je trenutku njegov dobri prijatelj zamolio da mu pomogne u njegovoj borbi protiv zloćudne bolesti. Udubivši se u problematiku i statističke brojke počeo je potragu za uspješnijim metodama liječenja. Tako je između ostalog u Londonu na konferenciji upoznao doktoricu Johannu Budwig, dok je kasnije u želji da bolje sagleda liječenje i izlječenje od malignih bolesti obišao cijeli svijet, od Aljaske do Novog Zelanda (tridesetak zemalja), istraživao učinke više od 100 terapija i razgovarao s više od 1.000 pacijenata koji su ozdravili unatoč slabim prognozama za ozdravljenje. Iz svega toga je iznikao njegov terapijski sustav koji je nazvao "3E" (njemački: Ernährung, Entgiftung, Energie) koji se sastoji od zdrave prehrane, eliminacije toksina i energetskog rada na sebi.
Godine 2001. objavio je svoju do sada jedinu knjigu s provokativnim naslovom "Kemoterapija liječi rak i Zemlja je ravna ploča" (do sada je objavljeno 7 izdanja i prodano je više od 30.000 primjeraka). Knjiga je do sada prevedena na engleski, hrvatski i slovenskijezik. U knjizi je opisano više teorija uzroka raka, konvencionalne metode liječenja, autorov sustav liječenja 3E i pedesetak nekonvencionalnih (takozvanih alternativnih) terapija.
Godine 2002.g. je primio američku nagradu za alternativnu medicinu NFAM u Washingtonu, a 2006.g. je otvorio svoj holistički Centar "3E" kraj Stuttgarta. Hrvatsku je posjetio u prosincu 2008.g., te je u Zagrebu održao nekoliko popularnih predavanja.

## Veza s Hrvatskom
Knjiga "Kemoterapija liječi rak i Zemlja je ravna ploča" objavljena je na hrvatskom jeziku u listopadu 2008. i doživjela drugo izdanje u ožujku 2009.
Lothar Hirneise je gostovao na Hrvatskoj televiziji u emisiji Na rubu znanosti 2. veljače 2009.g.

## Vanjske poveznice
- Stranica Lothara Hirneisea na engleskom jeziku
- Udruga "Menschen gegen Krebs"
- Centar 3E  Arhivirana inačica izvorne stranice od 13. siječnja 2009. (Wayback Machine)